# 森秀樹 (漫画家)
森 秀樹（もり ひでき、1961年4月3日 - ）は、日本の漫画家。鳥取県米子市出身。
1982年、「増刊少年サンデー」（小学館）掲載の『チェイサー』でデビュー。
小島剛夕にあこがれて漫画を描き始めた。そのため、小池一夫原作・小島作画の『子連れ狼』の続編である『新・子連れ狼』『そして - 子連れ狼 刺客の子』の作画を担当している。初期にはあだち充風の絵柄だったが、『青空しょって』連載中から劇画タッチにシフトしていった。『新・子連れ狼』以後、更に小島風のタッチを強めており、小池曰く「跡継ぎ」とのこと。
第40回（1994年度）小学館漫画賞受賞（『墨攻』）。

## 作品一覧
- タイム・タイム（1984年 - （完）、『少年ビッグコミック』、小学館）
- バク（1985年 - （完）、『少年ビッグコミック』、小学館）
- 青空しょって（1987年24号 - 1991年51号、『週刊少年サンデー』、小学館）
- 墨攻（原作：酒見賢一、脚本：久保田千太郎、1992年 - 1996年、『ビッグコミック』、小学館）
- ムカデ戦旗 （1997年 - （未完）、『ビッグコミック』、小学館）
- 戦国子守歌（1999年 - （完）、『ビッグコミック』、小学館）
- 海鶴（1999年 - （完）、『ビッグコミック』、小学館）
- 森秀樹選集 1 - ときめきスリリング
- 森秀樹選集 2 - ラブ・マッチ!
- 天駆（原案：大佛次郎『鞍馬天狗』、『ビッグコミック』、小学館）
- キッズ
- 花縄（かじょう、原作：小池一夫、『ビッグコミック』、小学館）
- 新・子連れ狼（原作：小池一夫、2003年 - 2006年、『週刊ポスト』、小学館）
- そして - 子連れ狼 刺客の子（原作：小池一夫、2007年 - 、『時代劇漫画 刃-JIN-』・『ガッツポン』、小池書院）
- 十三人の刺客（原作：池宮彰一郎、2010年、『ビッグコミック増刊号』、小学館）
- 腕 -駿河城御前試合-（原作：南條範夫、2011年 - 2012年、『戦国武将列伝』、リイド社）
- ちから（2011年 - 2013年、『ビッグコミック増刊号』、小学館）
- 獣〜シシ〜（2013年、『戦国武将列伝』、リイド社）
- 戦国自衛隊（2013年 - 2017年、『戦国武将列伝』→『コミック乱増刊 鬼平犯科帳総集編』、リイド社）
- 幕末（原作：司馬遼太郎、2017年 - 2018年、『週刊文春』、文藝春秋）
- 新選組血風録（原作：司馬遼太郎、2018年 - 2020年、『週刊文春』、文藝春秋）
- ビジャの女王（2021年[3] - 、『コミック乱ツインズ』、リイド社）